# Eumyrmococcus lanuginosus
Eumyrmococcus lanuginosus är en insektsart som beskrevs av Williams 1998. Eumyrmococcus lanuginosus ingår i släktet Eumyrmococcus och familjen ullsköldlöss. Inga underarter finns listade i Catalogue of Life.